# Henri le Despenser
Henri le Despenser (vers 1341 – 23 août 1406) est un prélat anglais du XIVe siècle. Il est évêque de Norwich à partir de 1370 et acquiert une certaine renommée en mettant fin à la Révolte des paysans en East Anglie en 1381. Despenser est en effet celui qui commande les troupes royales lors de la bataille de North Walsham à l'été 1381, affrontement qui scelle l'écrasement de la rébellion.
Pendant sa jeunesse, Despenser étudie à l'Université d'Oxford et occupe plusieurs postes au sein de l'Église. Il combat quelque temps en Italie avant d'être consacré évêque en 1370. Le Parlement d'Angleterre l'autorise en 1383 à mener une croisade en Flandre, qui est dirigée contre le comte Louis de Male, qui est soutien de l'antipape Clément VII. La croisade est censée défendre les intérêts économiques et politiques de l'Angleterre mais l'expédition est mal équipée et doit faire face à des dissensions au sein de son commandement. Après quelques succès initiaux, le siège d'Ypres tourne au désastre et oblige Despenser à rentrer en catastrophe en Angleterre. À son retour, l'évêque doit subir une procédure d'impeachment de la part du Parlement. Ses biens et possessions sont confisqués par le roi Richard II. Toutefois, ils lui sont rendus en 1385, et la même année, Despenser accompagne le roi vers le nord pour repousser une incursion française en Écosse.
Despenser est un administrateur énergique et efficace qui a défendu fermement son diocèse contre les idées des Lollards. En juillet 1399, il fait partie de ceux qui choisissent de rester fidèles à Richard II, après le débarquement d'Henri Bolingbroke dans le Yorkshire. Il est arrêté par Bolingbroke pour sa fidélité au roi. L'année suivante, il est impliqué dans le Soulèvement de l'Épiphanie, mais reçoit un pardon royal.

## Famille et ascendance
Henri le Despenser est le plus jeune fils d'Édouard le Despenser et d'Anne Ferrers, qui est la fille de William Ferrers, 1er baron Ferrers de Groby. Henri est né avant 1342, date à laquelle son père est tué à la bataille de Morlaix. Avec ses trois frères aînés, il lui est enseigné le métier des armes dès son plus jeune âge. Son frère aîné Édouard le Despenser, 1er baron le Despenser gagne par la suite la réputation d'être le plus grand chevalier de son époque. Édouard et Henri combattent ensemble pour le pape Urbain V contre Milan en 1369. De manière étonnante, on ignore l'essentiel de la vie de leurs autres frères : Hugues combat à l'étranger et meurt à Padoue en mars 1374, Thomas combat en France et meurt sans descendance en 1381.
La famille le Despenser a pour souche les seigneurs de Gomiécourt dans le Nord-Ouest de la France. Par ailleurs, la grand-mère paternelle d'Henri, Éléonore de Clare, est la petite-fille du roi d'Angleterre Édouard Ier.
L'arrière-grand-père, Hugues le Despenser l'Aîné, et le grand-père d'Henri, Hugues le Despenser le Jeune, sont tous deux des favoris du roi Édouard II. Hugues l'Aîné est un conseiller d'Édouard jusqu'à sa défaite militaire à Bannockburn en 1314, mais recouvre plus tard son influence. Son fils Hugues le Jeune est nommé chambellan en 1318 et devient progressivement le favori du roi. Les barons sont hostiles aux Despenser, en raison de leur richesse et de leur arrogance, et parviennent à les faire exiler en 1321. Leur sentence est rapidement révoquée et ils jouent un rôle important dans le gouvernement à partir de 1322. Ils sont finalement exécutés en 1326 lors de la rébellion baronniale conduite par la reine Isabelle de France.
En 1375, le neveu d'Henri le Despenser, Thomas, succède à son père Édouard. Il est capturé et exécuté en 1400 sur ordre d'Henri IV après avoir fomenté la restauration sur le trône de Richard II au cours du Soulèvement de l'Épiphanie.

## Début de carrière
En 1353, Henry devient chanoine de Llandaff. Un an plus tard, il est transféré à la cathédrale de Salisbury. À l'âge de 19 ans, en 1360, il devient recteur de Bosworth. En février 1361, il part étudier la loi civile à l'Université d'Oxford. Son ordination a lieu le 17 décembre 1362. Le 20 avril 1364, Despenser est élevé au titre d'archidiacre de Llandaff. Le chroniqueur du XVe siècle John Capgrave nous informe que Henri le Despenser a passé quelque temps en Italie, où il a combattu au service du pape Urbain V contre les Visconti de Milan en 1369 :
 'In this same tyme was Ser Herry Spenser a grete werrioure in Ytaile, or the tyme that he was promoted.' ,

## Évêque de Norwich
En 1370, Despenser, alors chanoine de Salisbury, est nommé évêque de Norwich par une bulle papale datée du 3 avril 1370. Il est consacré à Rome le 20 avril et retourne en Angleterre. Il reçoit de l'archevêque de Cantorbéry William Whittlesey les revenus de son siège le 12 juillet 1370 et les biens qui y sont attachés du roi Édouard III le 14 août suivant,.

### Suppression de la Révolte des paysans

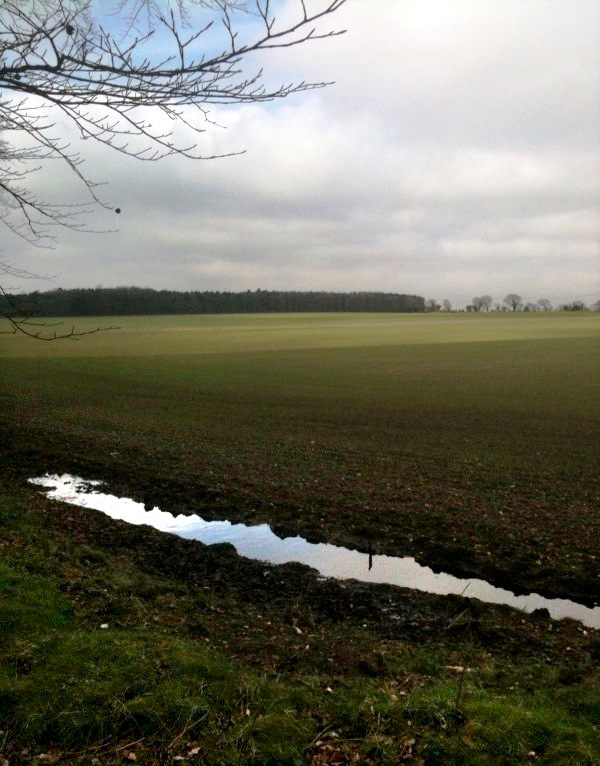
Le site de la bataille de North Walsham

Au cours de la Révolte des paysans en 1381, les rebelles du Kent et de l'Essex marchent sur Londres. Une fois admis dans la capitale, ils s'empressent de s'emparer de la Tour de Londres. Le roi Richard II, qui a promis d'accepter les demandes des paysans, rencontrent les rebelles en dehors de la ville, où leur leader Wat Tyler est tué et la rébellion étouffée dans l'œuf. Le roi retire immédiatement les concessions qu'il a faites sous la pression.
La rébellion se répand rapidement dans toute l'Angleterre, notamment le diocèse de Norwich, où elle dure pendant deux semaines. Le 14 juin, un groupe de rebelles atteint Thetford, d'où part l'insurrection en direction du Norfolk et de The Fens. Au même moment, les rebelles, conduits par un teinturier local, Geoffrey Litster, se déplacent dans le nord-est du comté, où ils encouragent l'insurrection. Les jours suivants, les rebelles convergent vers Norwich, Lynn et Swaffham. Norwich, à ce moment-là une des plus grandes et puissantes villes de l'Angleterre, est prise et occupée par Litster et ses partisans. Les rebelles endommagent les propriétés et les possessions de leurs adversaires une fois dans la ville. Les rebelles de Norwich se rendent ensuite à Yarmouth, où ils saccagent les documents juridiques et les possessions des propriétaires terriens. D'autres insurgés poursuivent leur route dans le nord-est du Norfolk où ils détruisent des documents relatifs à la loi et aux taxes. D'autres incidents de pillage et d'extorsion ont lieu dans tout le comté.
Despenser est d'abord informé du soulèvement dans son diocèse alors qu'il se trouve en son manoir de Burley dans le Rutland, qui est situé à 100 miles à l'ouest de Norwich. Il se dépêche de retourner dans le Norfolk en transitant par Peterborough, Cambridge and Newmarket, accompagné d'une escorte de seulement huit lanciers et de quelques archers. Son armée ne cesse de croître en route et lorsqu'il arrive à North Walsham, il a sous ses ordres une force importante. À North Walsham, Despenser découvre que les rebelles se sont retranchés dans des fortifications de fortune. Selon le chroniqueur Thomas Walsingham, l'évêque de Norwich conduit lui-même l'assaut au cours de la bataille qui s'ensuit. Il se serait même mêlé au corps-à-corps. Les rebelles subissent d'énormes pertes. Beaucoup sont capturés, dont leur chef, qui est condamné à être exécuté sous la forme hanged, drawn and quartered. Henri le Despenser supervise personnellement l'exécution de Litster. Dans les mois qui suivent, il fait juger les autres rebelles de son diocèse. Cependant, la rigueur avec laquelle il a écrasé la rébellion le rend hautement impopulaire dans le Norfolk : dès l'année suivante, un complot est organisé afin de l'assassiner. La conspiration est toutefois trahie par un de ses membres, et les conspirateurs sont traduits devant les autorités du Norfolk,.

### Croisade de 1383

Carte des Flandres et du nord de la France pendant la croisade de Norwich en 1383

Peu après son élection au trône pontifical en 1378, Urbain VI se voit contester par l'élection d'un pape rival, Clément VII en Avignon. Le Grand Schisme d'Occident cause ainsi une immense crise dans toute la chrétienté. Il sera finalement résolu au concile de Constance entre 1414 et 1418.
À l'automne 1382, la Flandre est envahie par le roi de France Charles VI. Philippe van Artevelde, chef des insurgés gantois, est tué à la bataille de Roosebeke et tout le comté doit se soumettre au roi de France, qui oblige toutes les villes de Flandre à reconnaître pour pape Clément VII. En réponse aux événements de Flandre, Urbain VI publie une bulle pontificale appelant à une croisade contre les partisans de Clément VII en Flandre. Il choisit Henri le Despenser pour mener cette expédition. Urbain accorde à Despenser des pouvoirs extraordinaires pour cette mission ainsi que des indulgences à quiconque y prendra part.
Les Communes et le roi Richard II se montrent enthousiastes à l'idée d'une croisade anglaise en Flandre, à la fois pour des raisons politiques et économiques. Tout d'abord, le droit d'étape pour l'exportation de la laine anglaise en Flandre, interrompu à la suite de l'invasion française, pourra reprendre. De plus, la croisade permettra d'éviter une expédition militaire coûteuse et impopulaire que prévoit Jean de Gand en Castille. Ainsi, les Français auront l'attention détournée de la péninsule ibérique. Enfin, les relations anglo-flamandes seront renforcées à la suite de la croisade. Ce qui a sans doute fait basculer les Communes en faveur de la croisade est le fait qu'elle est financée non pas par le gouvernement mais par l'Église : le Parlement cherche en effet à éviter un nouveau soulèvement populaire faisant suite à une taxation trop forte.
Le 6 décembre 1382, Richard proclame le lancement de la croisade. Le même mois, l'évêque de Norwich et ses hommes prennent la croix à la cathédrale Saint-Paul. En février 1383, le Parlement, après avoir longuement hésité à donner le commandement de l'expédition à un ecclésiastique, accorde à Despenser les subsides que le roi avait réclamés en octobre 1382. Le roi impose toutefois la condition que les croisés devront attendre l'arrivée de William de Beauchamp avant de commencer les opérations militaires en Flandre.
L'évêque émet des mandats pour la publication de la bulle d'Urbain VI,. L'expédition est ardemment secondée par des frères ainsi que des contributions provenant de toute l'Angleterre, mais surtout, selon Henry Knighton, grâce aux "riches dames d'Angleterre". Les Anglais débarquent à Calais en mai 1383 et s'empressent d'attaquer Gravelines, alors aux mains des Français. Gravelines, Dunkerque et les villes avoisinantes (dont Bourbourg, Bergues, Poperinge et Nieuport) tombent rapidement aux mains des croisés. Le 25 mai, les croisés mettent en fuite une armée franco-flamande sous le commandement du comte Louis II de Flandre, après un bref engagement près de Dunkerque,. Despenser est ensuite persuadé par son entourage d'assiéger Ypres, siège qui va se révéler être le tournant décisif de la croisade. L'évêque est réticent à l'idée d'attaquer la ville mais ses alliés gantois et certains de ses officiers insistent pour que Ypres soit prise.

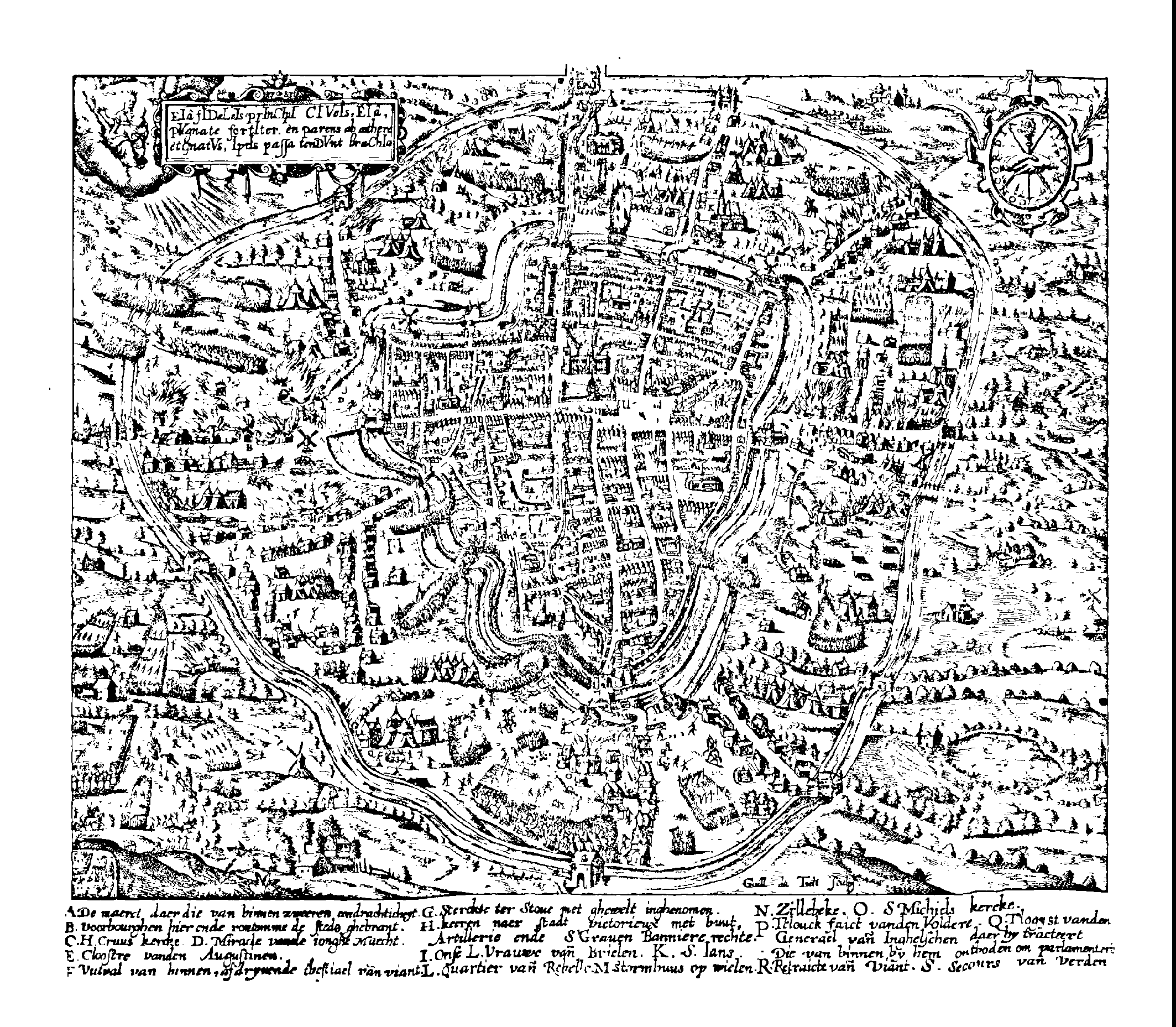
Ypres pendant le siège mené par Henri le Despenser. Cette illustration, qui est une reproduction d'une gravure de 1610, montre l'évolution du siège.

Les habitants d'Ypres se sont déjà bien préparés à résister à un siège lorsque les Anglais et leurs alliés arrivent aux portes de la ville et lancent un premier assaut le 8 juin 1383. Les logements dans les faubourgs extérieurs ont été abandonnés. Le bois de ces bâtiments désaffectés a été utilisé pour renforcer les murailles et les portes en pierre de la ville. Plusieurs citoyens d'Ypres ont été envoyés à Paris pour y faire renouveler les stocks d'artillerie. Ypres est placée sous le commandement du châtelain Jean d'Oultre et est divisée en différents secteurs défensifs. Bien que les remparts de la ville soient bas, ils sont protégés par un double fossé rempli d'eau, un long champ rempli de pieux et une immense palissade en bois.
Les Anglais attaquent le premier jour le pont du Temple mais sont repoussés. Pendant les trois jours qui suivent, les ponts de la ville sont les cibles d'attaques simultanées, qui n'ont pas plus de succès. À la fin de la première semaine de siège, des renforts anglais arrivent pour encercler totalement les murs de la ville et détruisent le fossé extérieur. Le 15 juin, Despenser attaque les défenses d'Ypres avec l'artillerie, tirant sur le pont de Messines et l'endommageant gravement. Ces efforts ne sont toutefois pas suffisants pour faire s'écrouler les fortifications d'Ypres. Les jours suivants, les attaques d'artillerie et les assauts se poursuivent, sans qu'il n'y ait aucun résultat concluant. Une tentative de drainage des fossés menace alors sérieusement les habitants d'Ypres mais n'aboutit pas. Finalement, les assiégés parviennent à communiquer avec le duc de Bourgogne par l'intermédiaire du comte de Flandre. Le duc lève alors une puissante armée française afin de soulager Ypres. Le 8 août, après deux mois d'attaques incessantes, Despenser met brusquement fin au siège de la ville, laissant ses alliés gantois le poursuivre seuls.
À la suite de la débâcle d'Ypres, les forces de l'évêque se divisent : certains rentrent en Angleterre, d'autres restent avec Despenser, d'autres encore sous les ordres de Thomas Trivet et Hugues de Calveley se retranchent à Bourbourg et Bergues. L'évêque et Calveley souhaitent avancer plus profondément en France, mais William Elmham, Trivet et d'autres commandants refusent de poursuivre leur route. L'évêque, après être entré en Picardie, doit se replier à Gravelines. Il apparaît rapidement que les Français n'ont ni les ressources suffisantes ni l'envie d'engager le combat avec les Anglais et leurs alliés. Ils préfèrent négocier. Il aurait été possible aux Anglais de terminer leur campagne par un triomphe si le roi Richard II était venu à se présenter avec une large armée. Néanmoins, les forces anglaises sont frappées par la famine et démoralisées. De plus, l'arrivée d'une autre armée française sous les ordres de Charles VI est décisive. Le roi de France a pris l'oriflamme le 2 août et son armée s'est mobilisée à Arras le 15. Charles poursuit sa route vers la Flandre, où il atteint Thérouanne à la fin du mois d'août, ensuite Drincham le 5 septembre, puis Bergues le 7 et enfin Dunkerque le 9. L'arrivée à Bergues a de plus contraint les forces de Trivet et d'Elmham à se retirer à Gravelines et Bourbourg, qui est assiégée le 12 septembre. Deux jours plus tard, le duc de Bretagne persuade les Français de négocier la reddition de la garnison anglaise de Bourbourg, qui reçoit un sauf-conduit. L'armée française poursuit sa marche le long de la côte et assiège Gravelines. Là, sans l'autorité de Despenser, les défenseurs anglais acceptent que leur départ soit acheté : le trésorier de l'évêque empoche ainsi 5,000 francs. En apprenant cela, Despenser refuse d'abord les termes de capitulation mais quelques jours plus tard, Gravelines est évacuée et mise à sac sur ordre de l'évêque. À la fin du mois d'octobre, les derniers croisés retraversent la Manche.

### Carrière après 1383

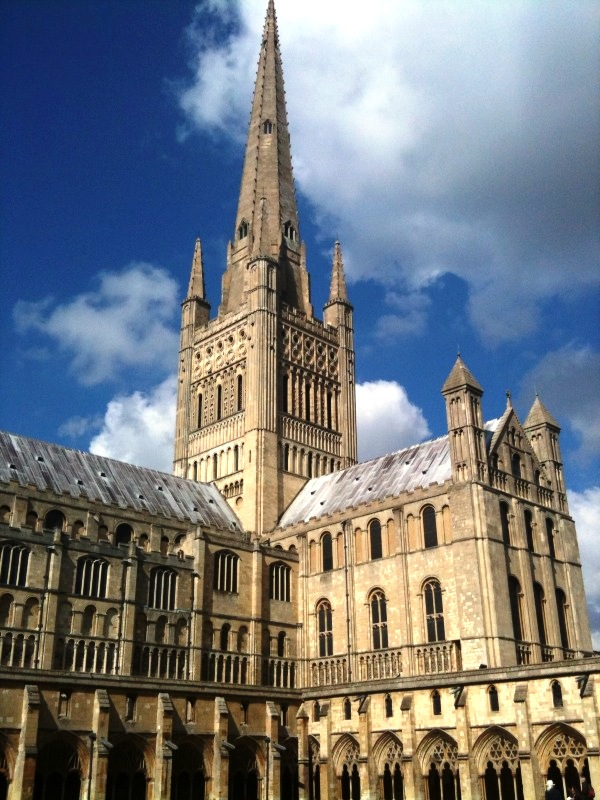
La cathédrale de Norwich, un des plus grands bâtiments normands d'Angleterre. Henri le Despenser est enterré en face de l'autel.

Peu après son retour de Flandre, l'évêque Despenser doit subir à partir du 26 octobre 1383 une procédure d'impeachment de la part du Parlement et ce, en présence du roi. Le chancelier Michael de la Pole l'accuse de ne pas avoir rassemblé ses troupes à Calais, comme convenu. Il est également reproché à l'évêque de ne pas avoir recruté un nombre suffisant d'hommes armés, d'avoir refusé de certifier qui étaient ses commandants militaires, d'avoir déçu le roi en refusant que ce soit un seigneur laïc qui conduise l'expédition et d'avoir abandonné ses troupes prématurément. Despenser récuse tous les chefs d'accusation, en insistant sur le fait qu'il a assemblé assez d'hommes à Ypres, qu'il a choisi les commandants en fonction de leurs compétences et qu'il n'a jamais désobéi aux ordres du roi. Comme de la Pole déclare devant l'assemblée que les réponses de l'évêque sont insuffisantes, Despenser requiert de nouvelles questions pour qu'il puisse se défendre plus efficacement, ce qui lui est accordé. À ce moment-là, Despenser blâme ses propres commandants pour l'avoir forcé à se retirer d'Ypres et à évacuer les garnisons. Tous ces arguments sont réfutés et l'évêque est blâmé pour l'échec de la croisade. Ses temporalités lui sont confisquées et il lui est ordonné de rembourser tous les coûts engagés pour la campagne,.

La disgrâce de Despenser ne dure pas. À la suite d'incursions écossaises en Angleterre en 1385, Richard II décide de conduire une armée pour envahir l'Écosse. Ainsi, tous les magnats du royaume, dont Despenser, rejoignent l'ost royal qui avance vers le nord de l'Angleterre. L'historien écossais du XIXe siècle Walter Scott décrit ainsi dans son ouvrage The History of Scotland la campagne anglaise à l'été 1385 : 

« Ils trouvèrent un pays totalement désert, où il n'y avait rien à piller, et peu qui pourrait même être détruit, sauf çà et là une tour, dont les murs massifs défiaient tous les moyens de destruction alors connus, ou un groupe de huttes misérables... »

L'armée anglaise atteint Édimbourg, qu'elle met à sac, puis se retire en Angleterre, malgré le vœu de Jean de Gand de pénétrer dans le Fife. La campagne d'Écosse est l'une des dernières expéditions militaires d'Henri le Despenser.

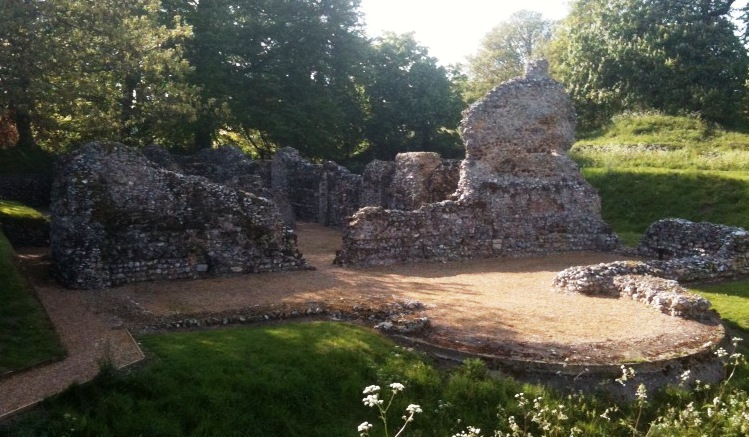
Les ruines du manoir de Despenser à North Elmham, construit sur le site d'une ancienne cathédrale saxonne et d'une chapelle normande.

Henri le Despenser reste un personnage controversé après la campagne de 1385, principalement à cause des méthodes vigoureuses qu'il emploie pour contrôler les laïcs de son diocèse. Il défend l'orthodoxie de l'Église contre les Lollards aussi passionnément qu'il défend ses droits et privilèges épiscopaux. 
Pendant une décennie, Despenser est impliqué dans des disputes avec le chapitre de la cathédrale de Norwich ainsi que les autres communautés religieuses de son diocèse, sans doute à cause d'un droit d'implication de l'évêque dans les affaires internes. En 1394, les moines parviennent avec succès à faire appel auprès du pape Boniface IX contre Despenser. Toutefois, le litige n'est toujours pas résolu en 1395, car le pape ordonne à l'archevêque de Cantorbéry William Courtenay d'agir en médiateur entre les deux parties. Sur le conseil de Richard II, l'évêque et le couvent se présentent devant l'archevêque Courtenay et un conseil royal, mais la mort de Courtenay en juillet 1396 retarde le jugement, qui est seulement rendu en 1398 par une commission royale en faveur de Despenser. Le pape Boniface annule en 1401 les décisions de la commission, après que le couvent ait fait appel auprès de lui. Le verdict du pape est cependant ignoré par Despenser. Finalement, les moines parviennent à un accord avec l'évêque et acceptent la perte de leur autonomie.

#### Lutte contre les Lollards
Depuis 1381, une crainte des Lollards se diffuse au sein de l'élite politique anglaise. Les Lollards sont apparus pour la première fois pendant les années 1370 et ont brièvement reçu les faveurs des classes supérieures. Néanmoins, le gouvernement accorde en 1382 aux autorités locales le pouvoir d'emprisonner ces hérétiques et de les faire examiner par les tribunaux ecclésiastiques. Durant la seconde moitié de son règne, Richard II est déterminé à maintenir une orthodoxie religieuse et réprime sévèrement les Lollards. Son successeur Henri IV est encore plus acharné car il fait voter par le Parlement le De haeretico comburendo, condamnant ainsi à mort n'importe quelle personne soupçonnée d'être un Lollard.

Despenser prend des mesures drastiques afin de maintenir l'orthodoxie en son diocèse. Le chroniqueur Thomas Walsingham loue les actions de Despenser contre les Lollards et le compare aux autres évêques anglais : 

« Il jura d'ailleurs et ne se repentit pas de ce qu'il avait dit, que quiconque appartenant à cette secte perverse qui se permettrait de prêcher dans son diocèse serait jeté au bucher ou décapité. Par conséquent, ayant compris cela, ceux appartenant à cette tendance n'eurent pas le désir d'embrasser le martyre, avec pour résultat que, jusqu'à présent, la foi et la vraie religion sont restées inchangées dans les limites de son autorité épiscopale. »

Henri le Despenser ne semble pas avoir puni trop sauvagement les hérétiques. Le 1er mai 1399, William Sawtrey, un vicaire lollard du Norfolk, lui est présenté afin d'être examiné. Sawtrey reformule à nouveau son hérésie en public mais ne semble pas avoir reçu de punition sévère. Toutefois, une fois installé à Londres, les prêches hérétiques de Sawtrey attirent l'attention de l'archevêque Thomas Arundel, qui le convoque à la cathédrale Saint-Paul. Despenser n'y assiste pas mais envoie un mémorandum le 23 février 1401. À la suite de son procès, Sawtrey est déclaré relaps et brûlé vif à Smithfield le 20 mars 1401.

#### Dernières années
À la mort de Jean de Gand le 3 février 1399, son fils Henri Bolingbroke devient duc de Lancastre mais Richard II s'empresse de le priver de son immense patrimoine. Exilé à Paris, Bolingbroke est décidé à retourner en Angleterre pour reprendre possession de son héritage. En juillet 1399, il débarque à Ravenspurn. Henri le Despenser réagit à cet événement en restant fidèle à Richard, qui est parti mener une campagne militaire en Irlande. Le 2 juillet, Despenser ordonne à trois vicaires généraux de remplir ses fonctions pendant qu'il est absent de son diocèse. Le 10 juillet, il est à St Albans où il amène des renforts au duc d'York Edmond de Langley, nommé régent en l'absence du roi. Despenser suit l'armée du duc d'York qui part rejoindre au pays de Galles le roi Richard, revenu précipitamment d'Irlande. Entretemps, Bolingbroke se déplace vers Bristol pour y intercepter les partisans du roi. Despenser se trouve avec York au château de Berkeley lorsque le régent négocie avec Bolingbroke le 27 juillet. L'évêque refuse toutefois de se soumettre à Bolingbroke et est brièvement emprisonné. Le 30 septembre 1399, Bolingbroke est proclamé roi à Londres. Despenser a peut-être été témoin de cet événement. Quoi qu'il en soit, l'évêque est présent au premier Parlement du nouveau roi Henri IV, le 6 octobre suivant, où il est décidé que l'ancien roi Richard sera emprisonné. À la suite de l'avènement d'Henri IV, l'influence de Despenser dans son diocèse semble avoir diminué au profit de Thomas Erpingham, homme de main d'Henri IV,9.
Henri est impliqué dans le soulèvement de l'Épiphanie en janvier 1400, au cours duquel son neveu Thomas le Despenser joue un rôle-clé et est exécuté. Thomas avait été créé comte de Gloucester par Richard II en 1397 mais cette création a été annulée par Henri IV lorsque Thomas a été accusé d'avoir été impliqué dans la mort de Thomas de Woodstock. Thomas rejoint la conspiration des comtes de Rutland, de Kent, de Huntingdon et de Salisbury. Ils sont à Cirencester lorsqu'ils sont attaqués par une foule fidèle à Henri IV. Thomas s'enfuit par bateau mais est ramené à Bristol le 13 janvier 1400 où il est livré à une foule mécontente qui le massacre. À la suite de la rébellion, Henri le Despenser nomme John Derlington, l'archidiacre de Norwich, au poste de vicaire-général le 5 février 1400. Il se soumet ensuite à l'archevêque Thomas Arundel qui l'accompagne au Parlement le 20 janvier 1401. Là, son rival Thomas Erpingham l'accuse faussement d'avoir conduit le complot contre le roi. L'évêque parvient toutefois à se réconcilier avec Henri IV qui lui accorde son pardon.
Despenser meurt le 23 août 1406 et est enterré à la cathédrale de Norwich en face de l'autel. Une inscription en laiton lui était dédiée mais elle a depuis été détruite.